# Хирошима
 Тази статия е за града в Япония.  За префектурата вижте Хирошима (префектура).  
Хирошима (на японски: 広島市 Хирошима-ши (град Хирошима), по английската Система на Хепбърн: Hiroshima-shi, Хирошима-ши) е най-големият град в областта Чугоку в Западна Япония и административният център на едноименната префектура Хирошима. 
Населението му е 1 199 252 жители (по приблизителна оценка към октомври 2018 г.) Най-известен е с унищожителната бомбардировка над него на 6 август 1945 г.

## История
Хирошима е основан на брега на делтата на вътрешно море на Сето през 1588 или 1589 г. от могъщия военачалник Мори Терумито, като малко рибарско селце по бреговете на залива Хирошима. От XII век селото е било доста проспериращо и е било икономически прекарано към дзен будистки храм, наречен Митаки-Джи. Този просперитет отчасти е причинен от увеличаването на търговията с останалата част на Япония под егидата на клана Тайра. Замъкът Хирошима е построен бързо и през 1593 г. Мори се премества. От 1619 г. до 1871 г. града се управлява от клана Асано. След премахването на Хан през 1871 г, градът става столица на префектура Хирошима. 
В края на Втората световна война Хирошима става известен, като първия град, станал обект на атака с атомна бомба – от страна на САЩ по време на Втората световна война.  През 1945 г. той става жертва на Атомните бомбардировки на Хирошима и Нагасаки. В памет на стотиците хиляди изгорени мирни жители е издигнат световноизвестният Мемориал в Хирошима. През 1949 г. в града е създаден Университетът в Хирошима.

## Забележителности и туризъм
В града има много музеи. Всяка година се празнува фестивал на цветята, който се провежда от 3 до 5 май. 
Хирошима има и добре развита спортна дейност – градът има футболен (Санфрече Хирошима), бейзболен, баскетболен, хандбален и волейболен състав. 
Туристите от Китай и Южна Корея са малко, представлявайки само 1% и 0,2% от общия брой на посетителите.

## Побратимени градове
- Волгоград, Русия (1972)
- Монреал, Канада
- Хановер, Германия
- Хонолулу, САЩ
- Чонсин, Китай